# Trichophoroides dozieri
Trichophoroides dozieri là một loài bọ cánh cứng trong họ Cerambycidae.